# 9e étape du Tour de France 1914
Pour un article plus général, voir Tour de France 1914.
La 9e étape du Tour de France 1914 s'est déroulée le mardi 14 juillet.
Les coureurs relient Marseille, dans les Bouches-du-Rhône, à Nice, dans les Alpes-Maritimes, au terme d'un parcours de 338 kilomètres.
Le Belge Jean Rossius gagne l'étape, tandis que son compatriote Philippe Thys conserve la tête du classement général.

## Déroulement de la course
Le Belge Jean Rossius profite du final accidenté de l'étape vers Nice, et notamment des pentes du col de Braus, pour remporter sa deuxième victoire d'étape et se replacer au troisième rang du classement général. Il perd néanmoins trois équipiers sur abandon, tandis que deux anciens vainqueurs de l'épreuve quittent eux aussi la route du Tour : Lucien Petit-Breton, amoindri par une sciatique, et Lapize, qui vient d'apprendre le décès de sa mère.

## Classements

### Classement de l'étape
| \| Classement de l'étape \| Classement de l'étape \| Classement de l'étape \| Classement de l'étape \| Classement de l'étape \| \| Coureur \| Coureur \| Pays \| Équipe \| Temps \| \| --------------------- \| --------------------- \| --------------------- \| ------------------------- \| --------------------- \| \| 1er \| Jean Rossius \| Belgique \| Alcyon-Soly \| 12 h 35 min 38 s \| \| 2e \| Henri Pélissier \| France \| Peugeot-Wolber \| + 7 min 04 s \| \| 3e \| Philippe Thys \| Belgique \| Peugeot-Wolber \| + 7 min 04 s \| \| 4e \| Jean Alavoine \| France \| Peugeot-Wolber \| + 8 min 12 s \| \| 5e \| Marcel Godivier \| France \| \| + 13 min 30 s \| \| 6e \| Émile Georget \| France \| Peugeot-Wolber \| + 20 min 13 s \| \| 7e \| Jules Nempon \| France \| J.B. Louvet - Continental \| + 22 min 10 s \| \| 8e \| Camille Botte \| Belgique \| \| + 30 min 01 s \| \| 9e \| Jacques Coomans \| Belgique \| Thomann-Soly \| + 31 min 07 s \| \| 10e \| Angelo Erba \| Italie \| Alléluia-Continental \| + 34 min 27 s \| |                 |          |                           |                  |
| |                 |          |                           |                  |
| |                 |          |                           |                  |
| Classement de l'étape |                 |          |                           |                  |
| Coureur | Coureur         | Pays     | Équipe                    | Temps            |
| 1er | Jean Rossius    | Belgique | Alcyon-Soly               | 12 h 35 min 38 s |
| 2e | Henri Pélissier | France   | Peugeot-Wolber            | + 7 min 04 s     |
| 3e | Philippe Thys   | Belgique | Peugeot-Wolber            | + 7 min 04 s     |
| 4e | Jean Alavoine   | France   | Peugeot-Wolber            | + 8 min 12 s     |
| 5e | Marcel Godivier | France   |                           | + 13 min 30 s    |
| 6e | Émile Georget   | France   | Peugeot-Wolber            | + 20 min 13 s    |
| 7e | Jules Nempon    | France   | J.B. Louvet - Continental | + 22 min 10 s    |
| 8e | Camille Botte   | Belgique |                           | + 30 min 01 s    |
| 9e | Jacques Coomans | Belgique | Thomann-Soly              | + 31 min 07 s    |
| 10e | Angelo Erba     | Italie   | Alléluia-Continental      | + 34 min 27 s    |

### Classement général
| \| Classement général \| Classement général \| Classement général \| Classement général \| Classement général \| \| Coureur \| Coureur \| Pays \| Équipe \| Temps \| \| ------------------ \| ------------------ \| ------------------ \| ------------------ \| ------------------ \| \| 1er \| Philippe Thys \| Belgique \| Peugeot-Wolber \| 122 h 27 min 21 s \| \| 2e \| Henri Pélissier \| France \| Peugeot-Wolber \| + 34 min 27 s \| \| 3e \| Jean Rossius \| Belgique \| Alcyon-Soly \| + 55 min 38 s \| |                 |          |                |                   |
| |                 |          |                |                   |
| |                 |          |                |                   |
| Classement général |                 |          |                |                   |
| Coureur | Coureur         | Pays     | Équipe         | Temps             |
| 1er | Philippe Thys   | Belgique | Peugeot-Wolber | 122 h 27 min 21 s |
| 2e | Henri Pélissier | France   | Peugeot-Wolber | + 34 min 27 s     |
| 3e | Jean Rossius    | Belgique | Alcyon-Soly    | + 55 min 38 s     |